# Steve Hayes
Steven Leonard Hayes, detto Steve (American Falls, 2 agosto 1955), è un ex cestista e allenatore di pallacanestro statunitense, professionista in Italia, nella NBA e in Francia.

## Carriera
Venne selezionato dai New York Knicks al quarto giro del Draft NBA 1977 (76ª scelta assoluta).

## Palmarès
- Campione CBA (1980)
- CBA Playoff MVP (1980)
- CBA Most Valuable Player (1985)
- All-CBA First Team (1985)
- All-CBA Second Team (1982)
- CBA All-Defensive First Team (1985)